# Mr. et Mrs. Smith (film, 2005)
Pour les articles homonymes, voir Mr. et Mrs. Smith.
Pour plus de détails, voir Fiche technique et Distribution.
Mr. et Mrs. Smith (titre original : Mr. & Mrs. Smith) est un film américain réalisé par Doug Liman, sorti en 2005.

## Synopsis
John Smith (Brad Pitt), directeur de construction, et Jane Smith (Angelina Jolie), consultante en soutien technique, répondent à des questions devant un conseiller conjugal. Le couple est marié depuis « cinq ou six ans », mais leur mariage en est au point qu'ils ne se souviennent même plus de la dernière fois où ils ont eu des rapports sexuels. Ils racontent l'histoire de leur première rencontre à Bogota (Colombie). Après avoir prétendu être en couple pour éviter d'être interrogés par les autorités colombiennes, les deux étaient rapidement tombés amoureux.
En réalité, John et Jane sont tous deux des tueurs à gages expérimentés qui travaillent pour des entreprises différentes et comptent tous deux parmi les meilleurs dans leur domaine, chacun dissimulant à l’autre sa véritable profession. Le couple habite en banlieue dans une grande maison de style néocolonial et, pour ne rien laisser paraître, est en bonnes relations avec ses voisins, des gens conventionnels et riches (que chacun des Smith déteste).
Sous ces apparences, John et Jane équilibrent leur ménage en apparence banal mais que leur travail secret après plusieurs années rend de plus en plus ennuyeux et étouffant. Lorsqu'ils sont tous deux chargés de tuer le prisonnier Benjamin Danz au cours d'un transfert, ils se heurtent l’un l’autre sur le terrain et le coup est raté : le prisonnier survit, tandis que John et Jane reçoivent chacun à la place la mission de tuer l'autre.
Après des tentatives de plus en plus folles de chacun sur la vie de l’autre, le duel des Smith culmine dans une fusillade affolante qui manque de démolir leur maison. Au cours d'un combat prolongé où tous les deux sont à égalité, ils se retrouvent chacun avec un pistolet sur le visage de l'autre. John n’a pas le cœur de tirer, ses sentiments pour Jane se ravivent et il dépose son arme. Jane découvre qu'elle non plus ne peut pas tirer sur John, et le résultat est un rapport sexuel passionné.
Le couple Smith reformé se voit rapidement menacé par ses employeurs, qui joignent leurs forces pour l’éliminer. Eddie (Vince Vaughn), le meilleur ami de John et son collègue, refuse une prime de 400 000 $ pour chacun des Smith (puisqu'il ne bougera pas de son lit pour moins de 500 000 $), ce qui n’empêche pas John et Jane de se retrouver sous le feu d'une armée de tueurs. Repoussant une attaque qui fait exploser leur maison, les Smiths dérobent le minivan de leur voisin et réussissent à détruire les trois berlines blindées de leurs assaillants, tout en se chamaillant sur leurs façons de se battre et leurs secrets personnels qui viennent d’être découverts.
Après avoir rencontré Eddie, les Smith décident de se battre ensemble pour préserver leur mariage. Ils kidnappent Danz dans sa prison de haute sécurité pour l'utiliser comme monnaie d'échange. Danz leur révèle qu'il n'était qu'un appât que leurs employeurs s'étaient entendus pour embaucher après avoir découvert que les Smith étaient mariés, dans l'espoir qu'un d’eux tuerait l'autre. John et Jane renoncent à leurs plans d'urgence distincts et se serrent les coudes une fois encore. Dans la scène finale du film, une scène de combat, les Smith - qui à présent travaillent en équipe – viennent à bout d’une attaque d'une forte équipe d'agents lourdement armés lors d'une longue fusillade dans un magasin de décoration à domicile.
Le film se termine par une nouvelle rencontre du couple avec le conseiller matrimonial (William Fichtner), où les Smith reconnaissent combien leur mariage a été une réussite, tandis que John l’incite à demander de chiffrer leur vie sexuelle (à quoi il répond en lui-même « 10 »).

## Fiche technique
- Titre : Mr. et  Mrs. Smith
- Titre québécois : M. et  Mme Smith
- Titre original : Mr. & Mrs. Smith
- Réalisation : Doug Liman
- Scénario : Simon Kinberg
- Image : Bojan Bazelli
- Cadreur : Daniel Moder
- Montage : Michael Tronick
- Décors : Jeff Mann
- Costumes : Michael Kaplan
- Musique : John Powell
- Production : Lucas Foster (en), Akiva Goldsman, Eric McLeod, Arnon Milchan et Patrick Wachsberger (de)
- Sociétés de production : New Regency Pictures, Summit Entertainment, Weed Road Pictures, Epsilon Motion Pictures
- Sociétés de distribution : 20th Century Fox ; SND Films (France), Ascot Elite (Suisse romande)[1]
- Budget : 110 millions USD
- Langue : anglais
- Format : Couleurs - 35 mm - 2,35:1 - Son DTS / Dolby Digital / SDDS
- Catégorie :  action, romance
- Durée : 120 minutes / 126 minutes (Director's Cut)
- Dates de sortie :
  - États-Unis : 10 juin 2005
  - France : 27 juillet 2005
  - Belgique : 3 août 2005

### Production
Le film fait partie des nombreux films tournés au Quality Cafe, à Downtown Los Angeles.

## Distribution
- Brad Pitt (VF : Jean-Pierre Michaël, VQ : Alain Zouvi) : John Smith
- Angelina Jolie (VF : Françoise Cadol, VQ : Hélène Mondoux) : Jane Smith
- Vince Vaughn (VF : Bernard Gabay, VQ : Daniel Picard) : Eddie
- Adam Brody (VF : Alexis Tomassian, VQ : Sébastien Reding) : Benjamin Danz
- Kerry Washington (VF : Sara Martins, VQ : Catherine Proulx-Lemay) : Jasmine "Jazz"
- Keith David (VF : Igor De Savitch) : Father
- Chris Weitz (VF : Lionel Tua) : Martin Coleman
- Michelle Monaghan (VF : Barbara Kelsch) : Gwen
- Rachael Huntley (VF : Lydia Cherton) : Suzy Coleman
- Perrey Reeves (VF : Guyleane Ouvrard) : Jessie
- Stephanie March (VF : Anne Lanco) : Julie
- Jennifer Morrison (VF : Karine Texier) : Jade
- Theresa Barrera : Janet
- Jerry T. Adams : Bull
- Melanie Tolbert : Jamie
- William Fichtner (VF : Patrice Dozier) : Le Dr Wexter

## Bande originale
La bande originale du film a été composée par John Powell en 2005, sous le titre Mr. & Mrs. Smith - Original Motion Picture Score.
Cet album, sous le nom Mr. & Mrs. Smith - Original Motion Picture Soundtrack, sorti en 2005, reprend le titre « Assassin's Tango » composé par John Powell, ainsi qu'une partie des chansons entendues durant le film.

## Jeu vidéo
Mr. et Mrs. Smith a été adapté en jeu vidéo sur téléphone mobile par Glu Mobile en 2005.

## Autour du film
- Le patronyme des personnages, Smith, est l'un des plus courants dans le monde anglo-saxon. En France, ce serait l'équivalent de Dupont ou Martin. Les prénoms, également très courants, John et Jane, soit Jean et Jeanne, accentuent ce côté banal des personnages, en complète opposition avec leur véritable identité. C'est l'un des nombreux ressorts humoristiques de ce film qui s'inscrit dans la lignée des aventures auto-parodiques telles que celles de James Bond ou Lara Croft.
- Will Smith devait initialement interpréter le rôle de John Smith.
- La première image du film, qui montre un hélicoptère au-dessus d'une ville en Colombie, est tirée du film Danger Immédiat.
- Lors de l'interrogatoire dans la chambre d'hôtel, l'otage (Benjamin Danz) porte le t-shirt du film Fight Club, dans lequel figure Brad Pitt, assis en face de lui.
- Le film a été sujet à de nombreuses polémiques autour de la relation entre Brad Pitt et Angelina Jolie, sa partenaire dans le film et dans la vie réelle. En effet, Brad Pitt a rompu avec Jennifer Aniston peu avant de se mettre en couple avec Angelina Jolie, qui affirme ne s'être rapprochée de lui qu'après la rupture.
- Le film a été parodié dans le Simpson Horror Show XVIII de la série télévisée d'animation américaine Les Simpson.
- Le film est adapté d'une série télévisée éponyme diffusée en 1996, les rôles de Brad Pitt et Angelina Jolie étaient respectivement tenus par Scott Bakula et Maria Bello. Le film de 2005 est à son tour adapté à la télévision avec la série de 2024.